# 2004년 벤쿠버 국제 영화제
제23회 벤쿠버 국제 영화제는 2004년 9월 23일에 열린 시상식이다.

## 수상 및 후보

### 캐나다영화인기상
- Being Caribou - Leanne Allison, Diana Wilson (VII) 수상

### 용호상
- 커다란 두리안 - 아미르 무하마드 수상

### 에어캐나다상
- 마추카 (Machuca) - 안드레스 우드 수상